# Hoya obtusifolia
Hoya obtusifolia är en oleanderväxtart som beskrevs av Robert Wight. Hoya obtusifolia ingår i släktet Hoya och familjen oleanderväxter. Inga underarter finns listade i Catalogue of Life.